# Imbaú (rivier)
De Imbaú  (Portugees: Rio Imbaú ) is een zijrivier van de Tibagi rivier in Brazilië. De oorsprong van de Imbaú-rivier ligt in Reserva, op de hoogvlakte van Ponta Grossa (Segundo Planalto Paranaense) in de staat Paraná. Ze stroomt door Paraná over een afstand van ongeveer 112 kilometer.